# Rákóczifalva
Rákóczifalva är en ort i Ungern.   Den ligger i provinsen Jász-Nagykun-Szolnok, i den centrala delen av landet, 100 km sydost om huvudstaden Budapest. Rákóczifalva ligger 85 meter över havet och antalet invånare är 5 481.
Terrängen runt Rákóczifalva är mycket platt. Runt Rákóczifalva är det ganska tätbefolkat, med 120 invånare per kvadratkilometer. Närmaste större samhälle är Szolnok, 11,4 km norr om Rákóczifalva. Trakten runt Rákóczifalva består till största delen av jordbruksmark.